# Danh sách ngôn ngữ chính thức theo quốc gia
Sau đây là danh sách các ngôn ngữ chính thức theo quốc gia. Danh sách này cũng bao gồm ngôn ngữ vùng, ngôn ngữ thiểu số và ngôn ngữ dân tộc, được xếp phân hạng theo ý nghĩa như sau:
- Ngôn ngữ chính thức: Là ngôn ngữ có tư cách pháp nhân, được sử dụng trong cơ quan lập pháp của quốc gia, bang hay vùng, trong các hoạt động giao dịch kinh doanh,...
- Ngôn ngữ địa phương: Là ngôn ngữ có tình trạng chính thức giới hạn trong một khu vực, bộ phận hành chính, hoặc lãnh thổ của nhà nước.
- Ngôn ngữ thiểu số: Là ngôn ngữ của dân tộc thiểu số, được chính thức công nhận, thường dành cho bảo vệ hay chỉ định là một ngôn ngữ chính thức cho phép dùng trong giao dịch kinh doanh hợp pháp trong một khu vực hay vùng lãnh thổ cụ thể.
- Ngôn ngữ quốc gia: Là ngôn ngữ duy nhất đại diện cho bản sắc dân tộc của một dân tộc hay quốc gia, và vì vậy được chỉ định bởi chính phủ của một quốc gia. Một số ngôn ngữ dân tộc thiểu số về mặt kỹ thuật được quy định ngôn ngữ quốc gia, và trong danh sách dưới đây được xếp theo thứ tự ưu tiên về sử dụng. Một số quốc gia có nhiều hơn một ngôn ngữ được công nhận là ngôn ngữ quốc gia.

| Nước | Ngôn ngữ |
| --- | --- |
| A | |
| Afghanistan | - Tiếng Pashtun (hành chính) (chính thức) - Dari (hành chính) (chính thức) - Tiếng Uzbek (hành chính) (ngôn ngữ chính thức thứ ba tại các vùng dân tộc thiểu số) - Tiếng Turkmen (hành chính) (ngôn ngữ chính thức thứ ba tại các vùng dân tộc thiểu số) - Tiếng Pashai (hành chính) (ngôn ngữ chính thức thứ ba tại các vùng dân tộc thiểu số) - Tiếng Nuristan (hành chính) (ngôn ngữ chính thức thứ ba tại các vùng dân tộc thiểu số) - Tiếng Baloch (hành chính) (ngôn ngữ chính thức thứ ba tại các vùng dân tộc thiểu số) - Tiếng Pamir (hành chính) (ngôn ngữ chính thức thứ ba tại các vùng dân tộc thiểu số) |
| Albania | - Tiếng Albania (dựa trên phương ngữ Tosk) |
| Algérie | - Tiếng Ả rập (ngôn ngữ nhà nước và chính thức) - Tamazight (nhà nước) |
| Andorra | (Các ngôn ngữ tại Andorra) - Tiếng Catalan |
| Angola | - Tiếng Bồ Đào Nha |
| Antigua và Barbuda | - Tiếng Anh (chính thức trên thực tế) |
| Argentina | - Tiếng Tây Ban Nha (trên thực tế) - Tiếng Guaraní (đồng chính thức tại tỉnh Corrientes) |
| Armenia | - Tiếng Armenia - Tiếng Nga (Ngôn ngữ thiểu số) |
| Úc | - Không có ngôn ngữ chính thức, - Tiếng Anh là ngôn ngữ chính thức trên thực tế. |
| Áo | - Tiếng Đức (chính thức trên cả nước) - Tiếng Croatia (chính thức tại Burgenland ở vùng người thiểu số Croat) (ngôn ngữ thiểu số được dùng trong văn bản hành chính) - Tiếng Slovenia (chính thức tại Carinthia và Styria ở vùng người thiểu số Slovene) (ngôn ngữ thiểu số được dùng trong văn bản hành chính) - Tiếng Séc (ngôn ngữ thiểu số được dùng trong văn bản hành chính) - Tiếng Hungary (tại Burgenland) (ngôn ngữ thiểu số được dùng trong văn bản hành chính) - Tiếng Slovakia (ngôn ngữ thiểu số được dùng trong văn bản hành chính) - Tiếng Digan (Romani, ngôn ngữ thiểu số được dùng trong văn bản hành chính) |
| Azerbaijan | - Tiếng Azerbaijan - Tiếng Armenia (Nagorno-Karabakh) |
| B Đầu A Ă Â B C D Đ E F G H I J K L M N O P Q R S T U Ư V W X Y Z | |
| Ba Lan | - Tiếng Ba Lan (ngôn ngữ chính thức) - Tiếng Kashubia (ngôn ngữ địa phương và ngôn ngữ giao tiếp được công nhận tại Pomorskie) - Tiếng Đức (ngôn ngữ thiểu số và ngôn ngữ giao tiếp tại Opolski) - Tiếng Litva (ngôn ngữ thiểu số và ngôn ngữ giao tiếp) tại Puńsk, Podlaskie - Tiếng Belarus (ngôn ngữ thiểu số và ngôn ngữ giao tiếp tại Hajnówka, Podlaskie) - Tiếng Digan (Romani, ngôn ngữ thiểu số) |
| Bahamas | - Tiếng Anh |
| Bahrain | - Tiếng Ả rập |
| Bangladesh | - Tiếng Bengal chính thức, theo luật định & trên thực tế |
| Barbados | - Tiếng Anh |
| Belarus | - Tiếng Belarus - Tiếng Nga |
| Bỉ | (Ngôn ngữ tại Bỉ) - Tiếng Hà Lan - Tiếng Pháp - Tiếng Đức |
| Belize | - Tiếng Anh (ngôn ngữ chính thức) - Creole Belize (lingua franca) - Tiếng Tây Ban Nha (Ngôn ngữ thiểu số được dùng ở vùng biên giới México và Guatemala) |
| Bénin | - Tiếng Pháp |
| Bhutan | - Tiếng Dzongkha |
| Bolivia | - Tiếng Tây Ban Nha - Tiếng Aymara - Tiếng Quechua |
| Bosna và Hercegovina | - Tiếng Bosnia - Tiếng Croatia - Tiếng Serbia |
| Botswana | - Tiếng Anh - Tiếng Tswana (nhà nước) |
| Bồ Đào Nha | (Ngôn ngữ tại Bồ Đào Nha) - Tiếng Bồ Đào Nha (chính thức) - Tiếng Miranda (địa phương, tại Miranda do Douro) |
| Brasil | - Tiếng Bồ Đào Nha (nhà nước và ở tất cả các thành phố) - Tiếng Đức (tại Pomerode, Bang Santa Catarina) - Pomerania (tại Pancas và Santa Maria de Jetibá, tại Espírito Santo) - Hunsrückisch (tại Antônio Carlos, Santa Catarina) - Phương ngữ Talian (tại Serafina Corrêa, Rio Grande do Sul) - Tiếng Nheengatu, Baniwa và Tucano (tại São Gabriel da Cachoeira, Amazonas) - Tiếng Guarani (tại Tacuru, Mato Grosso do Sul) |
| Brunei | - Tiếng Mã Lai |
| Bulgaria | - Tiếng Bulgaria |
| Burkina Faso | - Tiếng Pháp - Tiếng Fula (ngôn ngữ quốc gia) - Tiếng Jula (ngôn ngữ quốc gia) - Tiếng Mossi (ngôn ngữ quốc gia) |
| Burundi | - Tiếng Pháp - Kirundi |
| C Đầu A Ă Â B C D Đ E F G H I J K L M N O P Q R S T U Ư V W X Y Z | |
| Campuchia | - Tiếng Khmer |
| Cameroon | - Tiếng Anh - Tiếng Pháp |
| Canada | - Tiếng Anh (nhà nước) - Ngôn ngữ chính thức của các tỉnh Alberta, British Columbia, Manitoba, New Brunswick, Nova Scotia, Ontario, Lãnh thổ Yukon, Québec - Ngôn ngữ phổ thông tại Newfoundland & Labrador, Đảo hoàng tử Edward, Saskatchewan - Tiếng Pháp (nhà nước) - Ngôn ngữ chính thức của New Brunswick, các Lãnh thổ Tây Bắc, Nunavut, Quebec, Lãnh thổ Yukon - Ngôn ngữ phổ thông tại Manitoba, Nova Scotia, Ontario - Chipewyan (Dëne Sųłiné) (tại các Lãnh thổ Tây Bắc) - Tiếng Cree (tại các Lãnh thổ Tây Bắc) - Dogrib (Tłįchǫ) (tại các Lãnh thổ Tây Bắc) - Gwich'in (tại các Lãnh thổ Tây Bắc) - Inuinnaqtun (tại các Lãnh thổ Tây Bắc và Nunavut) - Inuktitut (tại các Lãnh thổ Tây Bắc và Nunavut) - Inuvialuktun (tại các Lãnh thổ Tây Bắc) - Tiếng Slavey (tại các Lãnh thổ Tây Bắc) |
| Cabo Verde | - Tiếng Bồ Đào Nha (chính thức) - Tiếng Cape Verde Creole (nhà nước) |
| Trung Phi | - Tiếng Pháp - Tiếng Sango (nhà nước) |
| Tchad | - Tiếng Ả rập - Tiếng Pháp |
| Chile | - Không có ngôn ngữ chính thức, - Tiếng Tây Ban Nha là ngôn ngữ chính thức trong thực tế. |
| Colombia | - Tiếng Tây Ban Nha - Các ngôn ngữ và phương ngữ của các nhóm dân tộc cũng là ngôn ngữ chính thức tại lãnh thổ của họ |
| Comoros | - Tiếng Ả rập - Tiếng Comor - Tiếng Pháp |
| Cộng hòa Dân chủ Congo | - Tiếng Pháp - Tiếng Lingala (nhà nước) - Kikongo (nhà nước) - Tiếng Swahili (nhà nước) - Tshiluba (nhà nước) |
| Cộng hoà Congo | - Tiếng Pháp - Tiếng Lingala (nhà nước) - Tiếng Munukutuba (nhà nước) |
| Costa Rica | - Tiếng Tây Ban Nha |
| Bờ Biển Ngà | - Tiếng Pháp |
| Croatia | - Tiếng Croatia (hành chính) |
| Cuba | - Tiếng Tây Ban Nha |
| Síp | - Tiếng Hy Lạp - Tiếng Thổ Nhĩ Kỳ - Tiếng Armenia (ngôn ngữ thiểu số được dùng trong văn bản hành chính) |
| Cộng hòa Séc | - Tiếng Séc - Tiếng Slovakia - Tiếng Bulgaria (ngôn ngữ thiểu số được dùng trong văn bản hành chính) - Tiếng Croatia (ngôn ngữ thiểu số được dùng trong văn bản hành chính) - Tiếng Đức (ngôn ngữ thiểu số được dùng trong văn bản hành chính) - Tiếng Hy Lạp (ngôn ngữ thiểu số được dùng trong văn bản hành chính) - Tiếng Hungary (ngôn ngữ thiểu số được dùng trong văn bản hành chính) - Tiếng Ba Lan (ngôn ngữ thiểu số được dùng trong văn bản hành chính) - Tiếng Digan (Romani, ngôn ngữ thiểu số được dùng trong văn bản hành chính) - Tiếng Nga (ngôn ngữ thiểu số được dùng trong văn bản hành chính) - Tiếng Rusyn (ngôn ngữ thiểu số được dùng trong văn bản hành chính) - Tiếng Serbia (ngôn ngữ thiểu số được dùng trong văn bản hành chính) - Tiếng Ukraina (ngôn ngữ thiểu số được dùng trong văn bản hành chính) - Tiếng Việt (Ngôn ngữ thiểu số) |
| D Đầu A Ă Â B C D Đ E F G H I J K L M N O P Q R S T U Ư V W X Y Z | |
| Đan Mạch | - Tiếng Đan Mạch (hành chính) - Tiếng Faroe (tại quần đảo Faroe) - Tiếng Đức (ngôn ngữ thiểu số được bảo vệ tại South Jutland) - Tiếng Kalaallisut (tại Greenland) |
| Djibouti | - Tiếng Ả rập - Tiếng Pháp |
| Dominica | - Tiếng Anh |
| Cộng hòa Dominica | - Tiếng Tây Ban Nha |
| E Đầu A Ă Â B C D Đ E F G H I J K L M N O P Q R S T U Ư V W X Y Z | |
| Đông Timor | - Tiếng Bồ Đào Nha - Tiếng Tetum - Tiếng Indonesia (constitutionally enlisted as working language, and still in widely used after 23 years annexation) |
| Ecuador | - Tiếng Tây Ban Nha - Tiếng Quechua hay Kichwa và Shuar là các ngôn ngữ chính thức of intercultural relation, ancient languages are official in their territories. |
| Ai Cập | - Tiếng Ả rập - Tiếng Copt (ngôn ngữ theo luật định của Nhà thờ Chính thống giáo Copt Alexandria) |
| El Salvador | - Tiếng Tây Ban Nha |
| Guinea Xích Đạo | - Tiếng Tây Ban Nha - Tiếng Pháp |
| Eritrea | - Tiếng Ả rập (ngôn ngữ làm việc) - Tiếng Tigrinya (ngôn ngữ làm việc) |
| Estonia | - Tiếng Estonia (ngôn ngữ chính thức trong cả nước) - Tiếng Nga (ngôn ngữ thiểu số theo luật định) |
| Ethiopia | - Tiếng Amhara (ngôn ngữ làm việc) |
| F Đầu A Ă Â B C D Đ E F G H I J K L M N O P Q R S T U Ư V W X Y Z | |
| Fiji | - Tiếng Anh - Tiếng Fiji - Tiếng Hindi Fiji hay tiếng Hindustani |
| Phần Lan | - Tiếng Phần Lan (trong cả nước, trừ quần đảo Åland) - Tiếng Thụy Điển (hành chính) (tại Åland nơi đa số người dân chỉ nói tiếng Thụy Điển) - Tiếng Sami (ngôn ngữ thiểu số tại Enontekiö, Inari, Sodankylä, và Utsjoki) |
| Pháp | Và các tỉnh hải ngoại và lãnh thổ hải ngoại (Ngôn ngữ tại Pháp và chính sách ngôn ngữ tại Pháp) - Tiếng Pháp (hành chính) - Tiếng Corse (tại đảo Corse) - Tiếng Breton (tại Brittany) |
| G Đầu A Ă Â B C D Đ E F G H I J K L M N O P Q R S T U Ư V W X Y Z | |
| Gabon | - Tiếng Pháp |
| Gambia | - Tiếng Anh |
| Gruzia | - Tiếng Abkhaz (tại Abkhazia) - Tiếng Gruzia (cả nước, trừ Abkhazia và Nam Ossetia) - Tiếng Ossetia (tại Nam Ossetia) - Tiếng Nga (tại Abkhazia và Nam Ossetia) |
| Đức | - Không có ngôn ngữ chính thức trên toàn quốc, - Tiếng Đức là ngôn ngữ chính thức trên thực tế và là ngôn ngữ quốc gia. - Tiếng Đan Mạch (tại Schleswig-Holstein) (ngôn ngữ thiểu số được dùng trong văn bản hành chính) - Tiếng Hạ Sorb (tại Brandenburg) (ngôn ngữ thiểu số được dùng trong văn bản hành chính) - Tiếng Bắc Frisia (tại Schleswig-Holstein) (ngôn ngữ thiểu số được dùng trong văn bản hành chính) - Tiếng Digan (Romani, tại Hesse) (ngôn ngữ thiểu số được dùng trong văn bản hành chính) - Tiếng Frisia Saterland (tại Niedersachsen) (ngôn ngữ thiểu số được dùng trong văn bản hành chính) - Tiếng Thượng Sorb (tại Saxony) (ngôn ngữ thiểu số được dùng trong văn bản hành chính) |
| Ghana | - Tiếng Anh (chính thức, trên toàn quốc) - Tiếng Adangme (tại Greater Accra) - Tiếng Dagaare (tại Upper West Region) - Tiếng Dagbani (tại Northern Region) - Tiếng Ewe (tại Volta Region) - Tiếng Ga (tại Greater Accra) - Tiếng Gonja (tại Northern Region) - Tiếng Kasem (tại Upper East Region) - Tiếng Nzema (tại Western Region) - Tiếng Twi (tại Akuapem, Akyem, Ashanti, Fanteakwa, tiếng Fante và Kwahu) |
| Hy Lạp | - Tiếng Hy Lạp |
| Grenada | - Tiếng Anh |
| Guatemala | - Tiếng Tây Ban Nha |
| Guinée | - Tiếng Pháp - Tiếng Fula (nhà nước) - Tiếng Maninka (nhà nước) - Tiếng Susu (nhà nước) |
| Guiné-Bissau | - Tiếng Bồ Đào Nha |
| Guyana | - Tiếng Anh (chính thức) - Tiếng Creole Guyana (nhà nước) |
| H Đầu A Ă Â B C D Đ E F G H I J K L M N O P Q R S T U Ư V W X Y Z | |
| Haiti | - Tiếng Pháp - Tiếng Creole Haiti |
| Honduras | - Tiếng Tây Ban Nha (chính thức) - Tiếng Garifuna (tại vùng ven biển Bắc Caribe) - Tiếng Anh (tại Bay Islands) - Tiếng Miskito (tại Đông Honduras) |
| Hồng Kông | - Tiếng Trung (chính thức) - Chữ viết chính thức: Chữ Hán phồn thể - Nói: Tiếng Quảng Đông (trên thực tế) và Chữ Hán phồn thể (ngôn ngữ thiểu số được dùng trong văn bản hành chính) - Tiếng Anh (chính thức) |
| Hungary | - Tiếng Hungary |
| I Đầu A Ă Â B C D Đ E F G H I J K L M N O P Q R S T U Ư V W X Y Z | |
| Iceland | - Tiếng Iceland - Ngôn ngữ ký hiệu Iceland |
| Ấn Độ | (Ngôn ngữ tại Ấn Độ) - Tiếng Anh (hành chính) - Tiếng Hindi (Chính phủ trung ương, 10 bang và Delhi, Chandigarh, quần đảo Andaman và Nicobar) - Tiếng Assam (tại Assam) - Tiếng Bengal (tại Tripura, quần đảo Andaman và Nicobar, một số nơi thuộc Assam và Tây Bengal) - Tiếng Bhojpur (tại Bihar) - Tiếng Bodo (tại Assam) - Tiếng Chhattisgarh (tại Chhattisgarh) - Tiếng Dogri (tại Jammu và Kashmir) - Tiếng Pháp (tại Puducherry) - Tiếng Garo (tại Meghalaya) - Tiếng Gujarat (tại Dadra và Nagar Haveli, Daman và Diu, và Gujarat) - Tiếng Kannada (tại Karnataka) - Tiếng Karbi (tại Assam) - Tiếng Kashmir (tại Jammu và Kashmir) - Tiếng Khasi (tại Meghalaya) - Tiếng Kokborok (tại Tripura) - Tiếng Konkan (tại Goa) - Tiếng Magadh (tại Bihar) - Tiếng Maithili (tại Bihar) - Tiếng Malayalam (tại Kerala, Puducherry và Lakshadweep) - Tiếng Meitei (tại Manipur) - Tiếng Marath (tại Maharashtra, Goa, Dadra và Nagar Haveli, Daman và Diu) - Tiếng Mizo (tại Mizoram) - Tiếng Nepal (tại Sikkim) - Tiếng Nicobar (tại quần đảo Andaman và Nicobar) - Tiếng Oriya (tại Orissa) - Tiếng Pahar (tại Himachal Pradesh) - Tiếng Punjab (tại Punjab, Himachal Pradesh, Haryana và Chandigarh) - Tiếng Rajasthan (tại Rajasthan) - Tiếng Phạn (tại Uttarakhand) - Tiếng Santal (tại Jharkhand) - Tiếng Sindh (sindhi community/people dependent) - Tiếng Tamil (tại Tamil Nadu, quần đảo Andaman và Nicobar và Puducherry) - Tiếng Telugu (tại Andhra Pradesh và Puducherry) - Tiếng Urdu (tại Jammu và Kashmir, Andhra Pradesh, Delhi, Bihar, Uttar Pradesh và Uttarakhand) |
| Indonesia | (Ngôn ngữ tại Indonesia) - Tiếng Indonesia (ngôn ngữ nhà nước và chính thức) - Tiếng Aceh (tại Aceh) - Tiếng Batak (tại Bắc Sumatra) - Tiếng Minangkabau (tại Tây Sumatra) - Tiếng Java (tại Trung Java, Yogyakarta và Đông Java) - Tiếng Bugis (tại Nam Sulawesi) - Tiếng Banjar (tại Nam Kalimantan) - Tiếng Mã Lai (tại Riau, Jambi, Tây Kalimantan) - Tiếng Sunda (tại Banten và Tây Java) - Tiếng Bali (tại Bali) - Tiếng Betawi (tại Jakarta) - Tiếng Madura (tại Madura) |
| Iran | - Tiếng Ba Tư (hành chính) - Tiếng Azeri (Ngôn ngữ địa phương được công nhận) - Tiếng Kurd (Ngôn ngữ địa phương được công nhận) - Tiếng Lur (Ngôn ngữ địa phương được công nhận) - Tiếng Mazandaran (Ngôn ngữ địa phương được công nhận) - Tiếng Gilak (Ngôn ngữ địa phương được công nhận) - Tiếng Baloch (Ngôn ngữ địa phương được công nhận) - Tiếng Ả rập (Ngôn ngữ địa phương được công nhận) |
| Iraq | - Tiếng Ả rập (hành chính) - Tiếng Kurd (tại khu tự trị người Kurd) - Tiếng Tân Aram Assyria (tại vùng Assyri) - Tiếng Turkmen Iraq (tại vùng người Turkmen) |
| Ireland | (Ngôn ngữ tại Ireland) - Tiếng Ireland (nhà nước) - Tiếng Anh (nhà nước) |
| Israel | - Tiếng Hebrew (chính thức trên thực tế) - Tiếng Ả rập (đồng chính thức) - Tiếng Nga (hành chính, dùng nhiều nhất tại Haifa) |
| Ý | (Ngôn ngữ tại Ý) - Tiếng Ý (hành chính) - Tiếng Albania (tại một số vùng ở Nam Ý) - Tiếng Catalunya (tại Alghero, Sardegna) - Tiếng Croatia (tại Montemitro & Acquaviva Collecroce & San Felice, Molise) - Tiếng Pháp (tại Aosta Valley) - Tiếng Friuli (tại Friuli) - Tiếng Đức (tại South Tyrol) - Tiếng Hy Lạp (tại một số vùng ở Apulia và Calabria) - Tiếng Ladin (tại một số vùng ở Trentino-Alto Adige/Südtirol) - Tiếng Sardegna (tại Sardegna) - Tiếng Sicilia (tại Sicilia) - Tiếng Slovenia (tại một số vùng ở Friuli-Venezia Giulia) - Tiếng Anh (ngôn ngữ thương mại tại Sardegna và Sicilia) |
| J Đầu A Ă Â B C D Đ E F G H I J K L M N O P Q R S T U Ư V W X Y Z | |
| Jamaica | - Tiếng Anh - Jamaican patois (ngôn ngữ chính thức) |
| Nhật Bản | - Tiếng Nhật (trên thực tế) - Các ngôn ngữ Ryukyu (ngôn ngữ thiểu số được dùng trong văn bản hành chính) - Tiếng Ainu (ngôn ngữ thiểu số được dùng trong văn bản hành chính) |
| Jordan | - Tiếng Ả rập |
| K Đầu A Ă Â B C D Đ E F G H I J K L M N O P Q R S T U Ư V W X Y Z | |
| Kazakhstan | - Tiếng Kazakh (nhà nước) - Tiếng Nga |
| Kenya | - Tiếng Anh - Tiếng Swahili (nhà nước) |
| Kiribati | - Tiếng Anh - Tiếng Kiribati (nhà nước) |
| CH DCND Triều Tiên | - Tiếng Triều Tiên |
| Hàn Quốc | - Tiếng Triều Tiên |
| Kuwait | - Tiếng Ả rập |
| Kyrgyzstan | - Tiếng Kyrgyz (nhà nước) - Tiếng Nga |
| L Đầu A Ă Â B C D Đ E F G H I J K L M N O P Q R S T U Ư V W X Y Z | |
| Lào | - Tiếng Lào |
| Latvia | - Tiếng Latvia |
| Liban | - Tiếng Ả rập - Tiếng Pháp - Tiếng Armenia (ngôn ngữ địa phương tại Bourj Hammoud) |
| Lesotho | - Tiếng Anh - Tiếng Sotho (nhà nước) |
| Liberia | - Tiếng Anh |
| Libya | - Tiếng Ả rập |
| Liechtenstein | - Tiếng Đức |
| Litva | - Tiếng Litva |
| Luxembourg | - Tiếng Pháp - Tiếng Đức - Tiếng Luxembourg (nhà nước) |
| M Đầu A Ă Â B C D Đ E F G H I J K L M N O P Q R S T U Ư V W X Y Z | |
| Ma Cao | - Tiếng Quảng Đông - Tiếng Bồ Đào Nha |
| Bắc Macedonia | - Tiếng Macedonia (hành chính) |
| Madagascar | - Tiếng Pháp (chính thức) - Tiếng Malagasy (ngôn ngữ nhà nước và chính thức) |
| Malawi | - Tiếng Chichewa (nhà nước) - Tiếng Anh (chính thức) |
| Malaysia | - Tiếng Mã Lai (nhà nước) - Tiếng Anh (chính thức trong một số trường hợp đặc biệt) |
| Maldives | - Tiếng Dhivehi |
| Mali | - Tiếng Pháp |
| Malta | - Tiếng Malta (nhà nước) - Tiếng Anh |
| Quần đảo Marshall | - Tiếng Anh - Tiếng Marshall (nhà nước) |
| Mauritanie | - Tiếng Ả rập (nhà nước) - Tiếng Pháp - Tiếng Fula (nhà nước) - Tiếng Soninke (nhà nước) - Tiếng Wolof (nhà nước) |
| Mauritius | - Tiếng Anh |
| México | - Không có ngôn ngữ chính thức trên toàn quốc, - Tiếng Tây Ban Nha là ngôn ngữ chính thức trên thực tế nhưng không phải là ngôn ngữ chính thức theo luật định. |
| Liên bang Micronesia | - Tiếng Anh (trên toàn quốc ngoại trừ Kosrae, ở đó nó has a constitutionally protected associate status) - Tiếng Chuuk (tại Chuuk) - Tiếng Kosrae (tại Kosrae) - Tiếng Pohnpei (in Pohnpei) - Tiếng Ulithia (tại Yap) - Tiếng Yap (tại Yap) |
| Moldova | - Tiếng Rumani (hành chính) - Tiếng Gagauz (ngôn ngữ địa phương) - Tiếng Nga (ngôn ngữ địa phương) - Tiếng Ukraina (ngôn ngữ địa phương) - Tiếng Digan (Romani, ngôn ngữ thiểu số) |
| Monaco | - Tiếng Pháp |
| Mông Cổ | - Tiếng Mông Cổ |
| Montenegro | - Tiếng Montenegro (nhà nước) - Tiếng Albani (tại Ulcinj, tại vùng biên giới với Albania ở phía đông) - Tiếng Bosnia (ngôn ngữ địa phương ở miền bắc) - Tiếng Croatia (tại Tivat, vùng vịnh Kotor) - Tiếng Serbia (tại Herceg Novi) |
| Maroc | - Tiếng Amazigh - Tiếng Ả rập |
| Mozambique | - Tiếng Bồ Đào Nha |
| Myanmar | - Tiếng Myanmar |
| N Đầu A Ă Â B C D Đ E F G H I J K L M N O P Q R S T U Ư V W X Y Z | |
| Namibia | - Tiếng Anh - Afrikaans (ngôn ngữ chính thức) - Tiếng Đức (ngôn ngữ địa phương) - Tiếng Oshiwambo (ngôn ngữ địa phương) |
| Nauru | - Tiếng Anh - Tiếng Nauru |
| Nepal | - Tiếng Nepal |
| Hà Lan | - Tiếng Hà Lan (hành chính) - Tiếng Tây Frisia (tại Friesland) - Tiếng Limburgish (ngôn ngữ địa phương) - Tiếng Hà Lan Hạ Saxon (ngôn ngữ địa phương) - Tiếng Papiamento (tại một phần Aruba và Antille thuộc Hà Lan) - Tiếng Anh (tại một phần Antille thuộc Hà Lan) |
| New Zealand | - Tiếng Anh là ngôn ngữ chính thức trên thực tế (hành chính) - Tiếng Maori (hành chính) - Tiếng Samoa (ngôn ngữ nói thứ ba trên toàn quốc) - NZSL (NZ Deaf community) - Tiếng Maori quần đảo Cook (tại quần đảo Cook) - Tiếng Niue (tại Niue) - Tiếng Tokelau (tại Tokelau) |
| Nicaragua | - Tiếng Tây Ban Nha |
| Niger | - Tiếng Pháp - Tiếng Hausa (ngôn ngữ quốc gia) - Fulfulde (ngôn ngữ quốc gia) - Gulmancema (ngôn ngữ quốc gia) - Tiếng Kanuri (ngôn ngữ quốc gia) - Tiếng Zarma (ngôn ngữ quốc gia) - Tiếng Tamasheq (ngôn ngữ quốc gia) |
| Nigeria | - Tiếng Anh (chính thức) - Tiếng Hausa (nhà nước) - Tiếng Yoruba (nhà nước) - Tiếng Igbo (nhà nước) |
| Na Uy | - Tiếng Na Uy (hành chính) (Bokmål và Nynorsk là các dạng chính thức, các tỉnh chọn các dạng này) - Tiếng Sami (indigenous language in vast areas from Engerdal to the Russian border, ngôn ngữ hành chính chính thức tại Kautokeino, Karasjok, Gáivuotna - Kåfjord, Nesseby, Porsanger, Tana, Tysfjord, và Snåsa) - Tiếng Kven (ngôn ngữ thiểu số cấp quốc gia, ngôn ngữ hành chính chính thức tại Porsanger) - Tiếng Digan (Romani, ngôn ngữ thiểu số cấp quốc gia) - Scandoromani (ngôn ngữ thiểu số cấp quốc gia) |
| O Đầu A Ă Â B C D Đ E F G H I J K L M N O P Q R S T U Ư V W X Y Z | |
| Oman | - Tiếng Ả rập |
| P Đầu A Ă Â B C D Đ E F G H I J K L M N O P Q R S T U Ư V W X Y Z | |
| Pakistan | - Urdu (ngôn ngữ quốc gia) - Tiếng Anh (ngôn ngữ chính thức) - Tiếng Saraiki (ngôn ngữ địa phương) - Tiếng Punjab (ngôn ngữ địa phương) - Tiếng Baloch (ngôn ngữ địa phương) - Tiếng Pashtun (ngôn ngữ địa phương) - Tiếng Sindh (ngôn ngữ đồng chính thức tại tỉnh Sindh) |
| Palau | - Tiếng Anh (hành chính) - Tiếng Palau (hành chính) - Tiếng Sonsorol (tại Sonsorol) - Tiếng Tobi (tại Hatohobei) - Tiếng Nhật Bản (tại Angaur) |
| Panama | - Tiếng Tây Ban Nha |
| Papua New Guinea | - Tiếng Anh - Hiri Motu - Tok Pisin |
| Paraguay | - Tiếng Tây Ban Nha - Tiếng Guaraní |
| Perú | - Tiếng Tây Ban Nha - Tiếng Aymara - Tiếng Quechua - Tất cả ngôn ngữ bản địa của các dân tộc thiểu số |
| Philippines | - Tiếng Ả rập (được công nhận là ngôn ngữ "tự nguyện và tùy chọn" trong toàn quốc) - Bikol Trung tâm (được công nhận là ngôn ngữ giao tiếp tại Luzon) - tiếng Cebuano (ngôn ngữ giao tiếp tại Visayas và Mindanao) - Tiếng Chavacano (ngôn ngữ giao tiếp tại Basilan và bán đảo Zamboanga) - Tiếng Anh (hành chính) - Tiếng Filipino (hành chính) (nhà nước) - Tiếng Hiligaynon (ngôn ngữ giao tiếp tại Visayas và Mindanao) - Tiếng Ilokano (ngôn ngữ giao tiếp tại Luzon) - Tiếng Kapampangan (ngôn ngữ giao tiếp tại Luzon) - Tiếng Kinaray-a (ngôn ngữ giao tiếp tại Visayas) - Tiếng Maranao (ngôn ngữ giao tiếp tại Mindanao) - Tiếng Maguindanao (ngôn ngữ giao tiếp tại Mindanao) - Tiếng Pangasinan (ngôn ngữ giao tiếp tại Luzon) - Tiếng Tây Ban Nha (được công nhận là ngôn ngữ "tự nguyện và tùy chọn" trong toàn quốc) - Tiếng Tagalog (ngôn ngữ giao tiếp tại Luzon) - Tiếng Tausug (ngôn ngữ giao tiếp tại Mindanao) - Tiếng Waray-Waray (ngôn ngữ giao tiếp tại Visayas) |
| Q Đầu A Ă Â B C D Đ E F G H I J K L M N O P Q R S T U Ư V W X Y Z | |
| Qatar | - Tiếng Ả rập |
| R Đầu A Ă Â B C D Đ E F G H I J K L M N O P Q R S T U Ư V W X Y Z | |
| România | - Tiếng Rumani (hành chính) - Tiếng Armenia (ngôn ngữ thiểu số được dùng trong văn bản hành chính) - Tiếng Đức (ngôn ngữ thiểu số được dùng trong văn bản hành chính) - Tiếng Hungary (ngôn ngữ thiểu số được dùng trong văn bản hành chính) - Tiếng Digan (Romani, ngôn ngữ thiểu số được dùng trong văn bản hành chính) - Tiếng Serbia (ngôn ngữ thiểu số được dùng trong văn bản hành chính) - Tiếng Slovakia (ngôn ngữ thiểu số được dùng trong văn bản hành chính) - Tiếng Thổ Nhĩ Kỳ (ngôn ngữ thiểu số được dùng trong văn bản hành chính) - Tiếng Ukraina (ngôn ngữ thiểu số được dùng trong văn bản hành chính) |
| Nga | (Ngôn ngữ tại Nga) - Tiếng Nga (ngôn ngữ liên bang; chính thức) - Tiếng Abaza (tại Karachay-Cherkessia) - Tiếng Adyghe (tại Cộng hòa Adygea) - Tiếng Agul (tại Cộng hòa Dagestan) - Tiếng Altay (tại Cộng hòa Altai) - Tiếng Armenia - Tiếng Avar (tại Cộng hòa Dagestan) - Tiếng Azerbaijan (tại Cộng hòa Dagestan) - Tiếng Bashkir (tại Cộng hòa Bashkortostan) - Tiếng Buryat (tại Cộng hòa Buryatia) - Tiếng Chechen (tại Cộng hòa Chechnya và Cộng hòa Dagestan) - Tiếng Chuvash (tại Cộng hòa Chuvash) - Tiếng Dargin (tại Cộng hòa Dagestan) - Tiếng Erzya (tại Cộng hòa Mordovia) - Tiếng Ingush (tại Cộng hòa Ingushetia) - Tiếng Kabardia (tại Cộng hòa Kabardino-Balkaria và Karachay-Cherkessia) - Tiếng Kalmyk (tại Cộng hòa Kalmykia) - Tiếng Karachay-Balkar (tại Cộng hòa Kabardino-Balkaria và Karachay-Cherkessia) - Tiếng Khakas (tại Cộng hòa Khakassia) - Tiếng Komi-Zyrian (tại Cộng hòa Komi) - Tiếng Kumyk (tại Cộng hòa Dagestan) - Tiếng Lak (tại Cộng hòa Dagestan) - Tiếng Lezgia (tại Cộng hòa Dagestan) - Tiếng Mari (tại Cộng hòa Mari El) - Tiếng Moksha (tại Cộng hòa Mordovia) - Tiếng Nogai (tại Karachay-Cherkessia và tại Cộng hòa Dagestan) - Tiếng Ossetia (tại Cộng hòa Bắc Ossetia-Alania) - Tiếng Rutul (tại Cộng hòa Dagestan) - Tiếng Sakha (tại Cộng hòa Sakha) - Tiếng Tabasaran (tại Cộng hòa Dagestan) - Tiếng Tatar (tại Cộng hòa Tatarstan) - Tiếng Tat (tại Cộng hòa Dagestan) - Tiếng Tsakhur (tại Cộng hòa Dagestan) - Tiếng Tuva (tại Cộng hòa Tuva) - Tiếng Udmurt (tại Cộng hòa Udmurtia) |
| Rwanda | - Tiếng Anh - Tiếng Pháp - Kinyarwanda |
| S Đầu A Ă Â B C D Đ E F G H I J K L M N O P Q R S T U Ư V W X Y Z | |
| Saint Kitts và Nevis | - Tiếng Anh |
| Saint Lucia | - Tiếng Anh |
| Saint Vincent và Grenadines | - Tiếng Anh |
| Samoa | - Tiếng Anh (chính thức) - Tiếng Samoa (nhà nước) |
| San Marino | - Tiếng Ý |
| São Tomé và Príncipe | - Tiếng Bồ Đào Nha |
| Ả Rập Xê Út | - Tiếng Ả rập |
| Sénégal | - Tiếng Pháp - Tiếng Jola-Fogny (nhà nước) - Tiếng Mandinka (nhà nước) - Tiếng Pulaar (nhà nước) - Serer-Sine (nhà nước) - Tiếng Wolof (nhà nước) |
| Serbia | - Tiếng Serbia (hành chính) - Tiếng Albania (tại Kosovo và một số tỉnh miền nam Serbia) - Tiếng Bosnia (tại tỉnh Sandzak) - Tiếng Croatia (tại Vojvodina) - Tiếng Hungary (tại Vojvodina) - Tiếng Rumani (tại Vojvodina) - Tiếng Rusyn (tại Vojvodina) - Tiếng Slovakia (tại Vojvodina) |
| Seychelles | - Tiếng Anh - Tiếng Pháp - Creole Seychelles |
| Sierra Leone | - Tiếng Anh |
| Singapore | - Tiếng Anh - Tiếng Mã Lai (nhà nước) - Tiếng Trung (viết: chữ Hán giản thể; nói: tiếng Phổ thông (Trung Quốc)) - Tiếng Tamil |
| Slovakia | - Tiếng Slovakia |
| Slovenia | - Tiếng Slovenia (hành chính) - Tiếng Hungary (ngôn ngữ thiểu số tại Dobrovnik, Hodoš, và Lendava) - Tiếng Ý (ngôn ngữ thiểu số tại Izola, Koper, và Piran) - Tiếng Croatia (ngôn ngữ thiểu số tại Metlika, Brežice) |
| Quần đảo Solomon | - Tiếng Anh |
| Somalia | - Tiếng Somali (nhà nước). - Tiếng Ả rập |
| Nam Phi | - Tiếng Afrikaans - Tiếng Anh - Tiếng Nam Ndebele - Tiếng Bắc Sotho - Tiếng Sotho - Tiếng Swazi - Tiếng Tsonga - Tiếng Tswana - Tiếng Venda - Tiếng Xhosa - Tiếng Zulu (tất cả 11 ngôn ngữ chính thức trên toàn quốc) |
| Tây Ban Nha | - Tiếng Tây Ban Nha (hành chính) - Tiếng Catalunya (tại quần đảo Balearic, Catalonia, và Valencia) - Tiếng Galicia (tại Galicia) - Tiếng Basque (tại Xứ Basque và Navarre) - Tiếng Asturias (được công nhận là ngôn ngữ thiểu số tại Asturias) - Tiếng Occitan (tại Catalonia) |
| Sri Lanka | - Tiếng Sinhala (nhà nước) - Tiếng Tamil |
| Sudan | - Tiếng Ả rập - Tiếng Anh |
| Suriname | - Tiếng Hà Lan |
| Eswatini | - Tiếng Anh - Tiếng Swazi |
| Thụy Điển | - Tiếng Thụy Điển - Tiếng Phần Lan (tại Gällivare, Haparanda, Kiruna, Pajala, Övertorneå và các khu vực lân cận) (ngôn ngữ thiểu số) - Meänkieli (in Gällivare, Haparanda, Kiruna, Pajala, Övertorneå và các khu vực lân cận) (ngôn ngữ thiểu số) - Tiếng Digan (Romani, ngôn ngữ thiểu số) - Tiếng Sami (tại Arjeplog, Gällivare, Jokkmokk, Kiruna và các khu vực lân cận) (ngôn ngữ thiểu số) - Tiếng Yiddish (ngôn ngữ thiểu số) - Ngôn ngữ ký hiệu Thụy Điển (ngôn ngữ thiểu số) |
| Thụy Sĩ | - Tiếng Đức (tại Aargau, Appenzell Ausserrhoden, Appenzell Innerrhoden, Basel-Landschaft, Basel-Stadt, Bern, Fribourg, Glarus, Graubünden, Lucerne, Nidwalden, Obwalden, Saint Gallen, Schaffhausen, Schwyz, Solothurn, Thurgau, Uri, Valais, Zug, và Zürich) - Tiếng Pháp (tại Bern, Fribourg, Geneva, Jura, Neuchâtel, Valais, và Vaud) - Tiếng Ý (tại Ticino và Graubünden) - Tiếng Romansh (tại Graubünden) |
| Syria | - Tiếng Ả rập |
| T Đầu A Ă Â B C D Đ E F G H I J K L M N O P Q R S T U Ư V W X Y Z | |
| Tajikistan | - Tiếng Tajik (nhà nước) - Tiếng Nga (ngôn ngữ giao tiếp) |
| Tanzania | - Tiếng Swahili (nhà nước) - Tiếng Anh |
| Thái Lan | - Tiếng Thái |
| Đông Timor | - Tiếng Tetum |
| Togo | - Tiếng Pháp |
| Tonga | - Tiếng Anh - Tiếng Tonga (nhà nước) |
| Trinidad và Tobago | - Tiếng Anh |
| Trung Quốc | - Tiếng Trung - Chữ viết: Chữ Hán giản thể toàn quốc (chữ phiên âm bổ sung: Bính âm Hán ngữ) - Nói: Tiếng Phổ thông toàn quốc - Chú ý: Tên các hương dân tộc hay tô mộc dân tộc được in nghiêng - A Xương (tại Hộ Tát, Cửu Bảo, Nẵng Tống thuộc Vân Nam) - Bạch (tại Đại Lý, Lan Bình thuộc Vân Nam) - Bố Lãng (tại Song Giang thuộc Vân Nam) - Bảo An (tại Tích Thạch Sơn thuộc Cam Túc) - Choang (tại Liên Sơn thuộc Quảng Đông; Quảng Tây; Văn Sơn thuộc Vân Nam) - Daur (Đạt Oát Nhĩ) (tại Morin Dawa (Mạc Lực Đạt Ngõa) thuộc Nội Mông; Mai Lý Tư thuộc Hắc Long Giang) - Di (Lô Lô) (tại Uy Ninh thuộc Quý Châu; Nga Biên, Lương Sơn, Mã Biên thuộc Tứ Xuyên; Sở Hùng, Nga Sơn, Hồng Hà, Giang Thành, Cảnh Đông, Cảnh Cốc, Lộc Khuyến, Nam Giản, Ninh Nhĩ, Ninh Lạng, Thạch Lâm, Nguy Sơn, Tân Bình, Dạng Tỵ, Nguyên Giang, Trấn Nguyên thuộc Vân Nam) - Độc Long (tại Cống Sơn, Vân Nam) - Động (tại Tam Giang thuộc Quảng Tây; Kiềm Đông Nam, Ngọc Bình thuộc Quý Châu; Tĩnh Châu, Thông Đạo, Tân Hoảng, Chỉ Giang thuộc Hồ Nam) - Đông Hương (tại Đông Hương & Tích Thạch Sơn thuộc Cam Túc) - Evenk (Ngạc Ôn Khắc) (tại Kỳ tự trị Evenk, Tô mộc dân tộc Evenk, Nội Mông) - Hà Nhì (tại Hồng Hà, Giang Thành, Mặc Giang, Ninh Nhĩ, Nguyên Giang, Trấn Nguyên thuộc Vân Nam) - Hmong (Miêu) (tại Bành Thủy, Tú Sơn, Dậu Dương thuộc Trùng Khánh; Xa Điền, Lưỡng Thủy, Dung Thủy thuộc Quảng Tây; Đạo Chân, Quan Lĩnh, Kiềm Đông Nam, Kiềm Nam, Kiềm Tây Nam, Tùng Đào, Uy Ninh, Vụ Xuyên, Ấn Giang, Trấn Ninh, Tử Vân thuộc Quý Châu; Bảo Đình, Quỳnh Trung thuộc Hải Nam; Ân Thi thuộc Hồ Bắc; Thành Bộ, Tĩnh Châu, Ma Dương, Tương Tây thuộc Hồ Nam; Kim Bình, Lộc Khuyến, Bình Biên, Văn Sơn thuộc Vân Nam) - Jingpho/Cảnh Pha (Kachin) (tại Đức Hoành thuộc Vân Nam) - Jino (tại Cơ Nặc Sơn thuộc Vân Nam) - Kazakh (tại Aksay (A Khắc Tái) thuộc Cam Túc; Barkol (Ba Lý Khôn), Ili (Y Lê), Mori (Mộc Lũy thuộc Tân Cương) - Kyrgyz (tại Kizilsu (Khắc Tư Lặc Tô) thuộc Tân Cương) - Lạp Hỗ (La Hủ) (tại Lan Thương, Mạnh Liên, Song Giang, Trấn Nguyên thuộc Vân Nam) - Lê (tại Bạch Sa, Bảo Đình, Xương Giang, Lạc Đông, Lăng Thủy, Quỳnh Trung thuộc Hải Nam) - Lisu (Lật Túc) (tại Quân Tái, Thúy Ngọc, Tô Điền, Nộ Giang, Duy Tây thuộc Vân Nam) - Mao Nam (tại Hoàn Giang thuộc Quảng Tây) - Mông Cổ (tại Túc Bắc thuộc Cam Túc; Vi Trường thuộc Hà Bắc; Dorbod (Đỗ Nhĩ Bá Đặc) thuộc Hắc Long Giang; Nội Mông; Qian Gorlos (Tiền Quách Nhĩ La Tư) thuộc Cát Lâm; Phụ Tân, Khách Lạt Thấm Tả Dực thuộc Liêu Ninh; Hải Tây, Hà Nam thuộc Thanh Hải; Bayin'gholin (Ba Âm Quách Lăng), Bortala (Bác Nhĩ Tháp Lạp), Hoboksar (Hòa Bố Khắc Tái Nhĩ) thuộc Tân Cương và một số hương dân tộc khác) - Monpa (tại 4 hương dân tộc của huyện Cona (Thác Na), và hương Canh Chương thuộc huyện Nyingchi (Lâm Tri) tại Tây Tạng) - Mulao (Mục Lão (tại Cổ Trại, La Thành thuộc Quảng Tây) - Nanai (Hách Triết) (tại Bát Xóa, Nhai Tân Khẩu, Tứ Bài thuộc Hắc Long Giang) - Naxi (Nạp Tây) (tại Ngọc Long thuộc Vân Nam; Hương dân tộc Nạp Tây thuộc Tạng) - Nga (tại Thất Vi thuộc Nội Mông) - Ngật Lão (Cờ Lao) (tại Đạo Chân, Vụ Xuyên, Quý Châu) - Nộ (tại Cống Sơn thuộc Vân Nam) - Oroqen (Ngạc Luân Xuân) (tại Hương dân tộc Oroqen, Kỳ tự trị Oroqen thuộc Nội Mông; Thập Bát Trạm, Tân Hưng, Tân Ngạc thuộc Hắc Long Giang) - Palaung (Đức Ngang) (tại Tam Đài Sơn, Quân Tái thuộc Vân Nam) - Pumi (Phổ Mễ) (tại Lan Bình thuộc Vân Nam) - Khương (tại Bắc Xuyên, Ngawa (A Bá) thuộc Tứ Xuyên) - Salar (Tát Lạp) (tại Tích Thạch Sơn thuộc Cam Túc; Tuần Hóa thuộc Thanh Hải) - Sarikol (Tajik) (tại Tashkurgan (Tháp Thập Khố Nhĩ Can) thuộc Tân Cương) - She (tại Cảnh Ninh thuộc Chiết Giang) - Tatar (tại Đại Tuyền thuộc Tân Cương) - Tạng (tại Cam Nam, Thiên Chúc thuộc Cam Túc; Golog (Quả Lạc), Hải Bắc, Hải Nam, Hải Tây, Hoàng Nam, Ngọc Thụ thuộc Thanh Hải; Garzê (Cam Tư), Mộc Lý, Ngawa (A Bá) thuộc Tứ Xuyên; Tây Tạng; Dêqên (Địch Khánh) thuộc Vân Nam) - Thổ (tại Đại Thông, Hỗ Trợ, Dân Hòa thuộc Thanh Hải) - Thổ Gia (tại Bành Thủy, Thạch Trụ, Tú Sơn, Dậu Dương thuộc Trùng Khánh; Duyên Hà, Ấn Giang thuộc Quý Châu; Trường Dương, Ân Thi, Ngũ Phong thuộc Hồ Bắc; Tương Tây thuộc Hồ Nam) - Thủy (tại Tam Đô, các hương dân tộc Thủy tại các huyện Dong Giang, Độc Sơn, Lôi Sơn thuộc Quý Châu) - Tích Bá (tại Qapqal (Sát Bố Tra Nhĩ) thuộc Tân Cương) - Triều Tiên (tại Trường Bạch, Diên Biên thuộc Cát Lâm) - Uzbek (tại Đại Nam Câu thuộc Tân Cương) - Uyghur (Duy Ngô Nhĩ) (tại Tân Cương) - Wa (Ngõa) (tại Thương Nguyên, Cảnh Mã, Mạnh Liên, Song Giang, Tây Minh thuộc Vân Nam) - Việt (tại Kim Bình thuộc Giang Tây) - Yugur (Dụ Cố) (Tây, Đông) (tại Túc Nam thuộc Cam Túc) |
| Tunisia | - Tiếng Ả rập (nhà nước) - Tiếng Pháp |
| Thổ Nhĩ Kỳ | - Tiếng Thổ Nhĩ Kỳ |
| Turkmenistan | - Tiếng Turkmen (nhà nước) - Tiếng Nga (ngôn ngữ giao tiếp) |
| Tuvalu | - Tiếng Anh - Tiếng Tuvalu (nhà nước) |
| U Đầu A Ă Â B C D Đ E F G H I J K L M N O P Q R S T U Ư V W X Y Z | |
| Uganda | - Tiếng Anh - Tiếng Swahili |
| Ukraina | - Tiếng Ukraina - Tiếng Nga (ngôn ngữ địa phương tại Cộng hòa Krym) - Tiếng Tatar Krym (ngôn ngữ địa phương tại Cộng hòa Krym) |
| Các TVQ Arab Thống nhất | - Tiếng Ả rập |
| Anh Quốc | Và các lãnh thổ hải ngoại - Tiếng Anh, cùng với các ngôn ngữ sau: - Tiếng Anh (tại Anguilla, Bermuda, Lãnh thổ Ấn Độ Dương thuộc Anh, British Virgin Islands, Cayman Islands, Quần đảo Falkland, Gibraltar, Guernsey, Isle of Man, Jersey, Montserrat, Northern Ireland (trên thực tế), Pitcairn Islands, Saint Helena, Turks and Caicos Islands) - Tiếng Cornwall (ngôn ngữ thiểu số tại Cornwall) - Dgèrnésiais (tại Guernsey) - Tiếng Pháp (tại Guernsey và Jersey) - Tiếng Ireland (tại Bắc Ireland) - Jèrriais (tại Jersey) - Tiếng Man (tại đảo Man) - Tiếng Pitkern (tại quần đảo Pitcairn) - Tiếng Scots (tại Scotland) - Ulster-Scots (tại Northern Ireland) - Tiếng Gael Scotland (tại Scotland) - Tiếng Wales (tại Wales) |
| Hoa Kỳ | - Không có ngôn ngữ chính thức trên toàn quốc, - Tiếng Anh là ngôn ngữ chính thức trên thực tế nhưng không phải ngôn ngữ chính thức theo luật định (ở cấp liên bang). - Tiếng Tây Ban Nha (ngôn ngữ thiểu số trên thực tế) - Tiếng Trung Quốc (ngôn ngữ thiểu số trên thực tế) - Tiếng Pháp (ngôn ngữ thiểu số trên thực tế) |
| Uruguay | - Tiếng Tây Ban Nha |
| Uzbekistan | - Tiếng Uzbek (nhà nước) - Tiếng Nga (ngôn ngữ giao tiếp) |
| V Đầu A Ă Â B C D Đ E F G H I J K L M N O P Q R S T U Ư V W X Y Z | |
| Vanuatu | - Tiếng Bislama (nhà nước) - Tiếng Anh - Tiếng Pháp |
| Thành Vatican | - Không có ngôn ngữ chính thức; - tiếng Ý là ngôn ngữ chính thức trên thực tế. |
| Venezuela | - Tiếng Tây Ban Nha |
| Việt Nam | - Tiếng Việt (ngôn ngữ chính thức) - hơn 100 ngôn ngữ của các dân tộc khác trong đó có tiếng Nga, tiếng Nhật, tiếng Triều Tiên và tiếng Trung Quốc |
| Y Đầu A Ă Â B C D Đ E F G H I J K L M N O P Q R S T U Ư V W X Y Z | |
| Yemen | - Tiếng Ả rập |
| Z Đầu A Ă Â B C D Đ E F G H I J K L M N O P Q R S T U Ư V W X Y Z | |
| Zambia | - Tiếng Anh |
| Zimbabwe | - Tiếng Anh - Tiếng Shona - Tiếng Bắc Ndebele - Tiếng Chewa - Tiếng Sena - Tiếng Kalanga - Ngữ hệ Khoisan - Tiếng Nambya - Tiếng Xhosa - Tiếng Venda - Tiếng Tswana - Tiếng Tonga - Tiếng Sotho - Ngôn ngữ ký hiệu Zimbabwe - Tiếng Shona - Tiếng Tsonga - Phương ngữ Ndau |
| \| Palestine \| - Tiếng Ả Rập Palestine \| \| Đài Loan \| - Quan thoại - Tiếng Phổ thông[37](Quốc ngữ) - Chữ viết chính thức: Chữ Hán phồn thể (chữ phiên âm bổ sung: Chú âm phù hiệu) - Nói: tiếng Phổ thông - Ngôn ngữ địa phương được công nhận: - Tiếng Đài Loan[38] - Tiếng Khách Gia - Tiếng Mã Tổ \| \| Cộng hòa Dân chủ Ả Rập Sahrawi \| - Tiếng Ả Rập Maroc - Tiếng Tây Ban Nha \| \| Abkhazia \| - Tiếng Abkhazia - Tiếng Nga - Tiếng Anh \| \| Kosovo \| - Tiếng Albania - Tiếng Serbia - Tiếng Nga \| \| Artsakh \| - Tiếng Armenia - Tiếng Azerbaijan - Tiếng Nga \| \| Bắc Síp \| - Tiếng Thổ Nhĩ Kỳ \| \| Somaliland \| - Tiếng Ả Rập \| \| Nam Ossetia \| - Tiếng Ossetia - Tiếng Nga \| \| Transnistria \| - Tiếng Nga \| - Danh sách ngôn ngữ - Danh sách ngôn ngữ theo tổng số người sử dụng 1. 2. 3. 4. 5. 6. 7. 8. 9. 10. 11. 12. 13. 14. 15. 16. 17. 18. 19. 20. 21. 22. 23. 24. 25. 26. 27. 28. 29. 30. 31. 32. 33. 34. 35. 36. 37. 38. Bản mẫu:Các danh sách quốc gia và ngôn ngữ | |
| Palestine | - Tiếng Ả Rập Palestine |
| Đài Loan | - Quan thoại - Tiếng Phổ thông(Quốc ngữ) - Chữ viết chính thức: Chữ Hán phồn thể (chữ phiên âm bổ sung: Chú âm phù hiệu) - Nói: tiếng Phổ thông - Ngôn ngữ địa phương được công nhận: - Tiếng Đài Loan - Tiếng Khách Gia - Tiếng Mã Tổ |
| Cộng hòa Dân chủ Ả Rập Sahrawi | - Tiếng Ả Rập Maroc - Tiếng Tây Ban Nha |
| Abkhazia | - Tiếng Abkhazia - Tiếng Nga - Tiếng Anh |
| Kosovo | - Tiếng Albania - Tiếng Serbia - Tiếng Nga |
| Artsakh | - Tiếng Armenia - Tiếng Azerbaijan - Tiếng Nga |
| Bắc Síp | - Tiếng Thổ Nhĩ Kỳ |
| Somaliland | - Tiếng Ả Rập |
| Nam Ossetia | - Tiếng Ossetia - Tiếng Nga |
| Transnistria | - Tiếng Nga |